# Mala Rava
Koordinati:   44°02′24″N, 15°03′26″E
Mala Rava je zaselek na otoku Rava (Hrvaška).

## Geografija
Zaselek leži na severozahodnem delu otoka ob zalivu Lokvina, ki je odprt proti Dugemu otoku in pred njim ležečima otočkoma Mrtovnjak in Galicija. Zaliv, v katerem je morje globoko do 15 m, je z polotokom Zaglavićem zaščiten pred vetrovi in predstavlja ugudno mesto za sidranje plovil. Zaselek je s cesto povezan z okoli 3 km oddaljenim naseljem Rava.
V dnu okoli 200 m širokega in okoli 400 m dolgega zaliva stoji pomol s svetilnikom. Na pomolu pristaja potniška ladja, ki povezuje kraj z Zadrom. Iz pomorske karte je razvidno, da svetilnik oddaja svetlobni signal: Z Bl 3s.

## Zgodovina
Stari del zaselka, ki ga tvorijo kamnite hiše leži na nekoliko dvignjenem platoju nad zalivom Lokvina. Tu stoji kapelica posvečena sv. Petru in spomenik
žrtvam nasilja med drugo svetovno vojno. V bližini pa je še neraziskani srednjeveški kompleks.

## Zanimivost
Na polotoku Zaglavić sta dve podzemni jami.